# James Caviezel
James Patrick Caviezel, Jr. [1] (/kəˈviːzəl/; sinh ngày 26 tháng 9 năm 1968) hay Jim Caviezel là một diễn viên điện ảnh và diễn viên truyền hình người Mỹ, nổi tiếng với vai diễn Chúa Giê-su Christ trong The Passion of the Christ (2004) và đóng vai chính John Reese trong loạt phim Person of Interest (2011—2016) của đài CBS.[2] Các vai diễn đáng chú ý khác của anh bao gồm Slov trong G.I. Jane (1997), Private Witt trong The Thin Red Line (1998), Thám tử John Sullivan trong Frequency (2000), Edmond Dantès trong The Count of Monte Cristo (2002), William Hobbes trong Escape Plan (2013), và Bob Ladouceur trong When the Game Stands Tall (2014).[3]

## Đầu đời
Caviezel sinh ra ở Mount Vernon, Washington, Hoa Kỳ, anh là con trai của Margaret (nhũ danh Lavery), một cựu diễn viên sân khấu và bà nội trợ, và James Caviezel, một bác sĩ chỉnh hình.[3][4] Anh có một người em trai tên là Timothy, và ba người chị em, Ann, Amy và Erin. Ông lớn lên trong một gia đình Công giáo gắn bó chặt chẽ ở Conway, Washington.[5][6] Họ của anh là tiếng Romansh. Cha anh là người gốc Slovakia và Thụy Sĩ, trong khi mẹ anh là người Ireland.[7][8]

## Sự nghiệp
Caviezel bắt đầu tham gia diễn xuất trong các vở kịch ở quê hương Seattle, Washington. Anh đã giành được thẻ thành viên Hiệp hội Diễn viên Màn ảnh của mình với một vai nhỏ trong bộ phim My Own Private Idaho năm 1991. Sau đó anh chuyển đến Los Angeles để theo đuổi sự nghiệp diễn xuất. Khi anh ấy quyết định chuyển đi, "mọi người nghĩ rằng tôi mất trí"— anh nói.[9] Anh được nhận học bổng để theo học diễn xuất tại Trường Nghệ thuật Juilliard ở New York vào năm 1993, nhưng anh đã từ chối để đóng vai Warren Earp trong bộ phim Wyatt Earp năm 1994.[10][11] Sau đó anh còn xuất hiện trong các tập phim của Murder, She Wrote và The Wonder Years. Sau khi xuất hiện trong G.I. Jane (1997), anh đã có một màn trình diễn đột phá trong bộ phim về Thế chiến thứ Hai, The Thin Red Line, năm 1998 do Terrence Malick đạo diễn. Anh đã đóng vai Black John, một lính du kích (tiếng Anh: Bushwhacker) Missouri, trong Ride with the Devil (1999), một bộ phim về cuộc Nội chiến Hoa Kỳ.[2] Jim còn thủ vai "Jerry" trong bộ phim Pay It Forward năm 2000.